# Kasteel de Pierpont

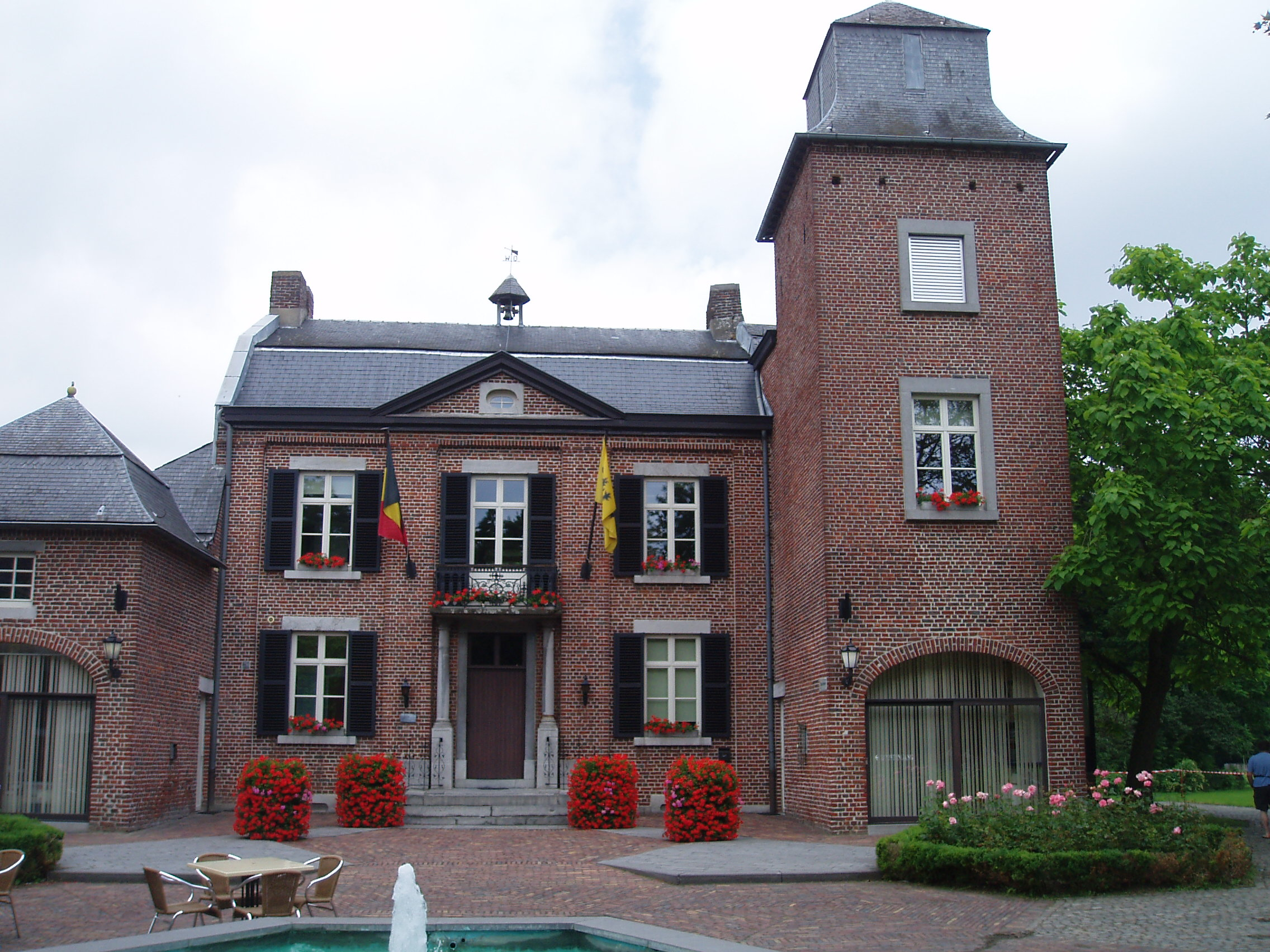
Voorzijde van kasteel de Pierpont

Het Kasteel de Pierpont is een laatclassicistisch kasteeltje uit de 19de eeuw in de Belgische gemeente Herk-de-Stad en ligt net buiten het centrum aan de Pikkeleerstraat 14, in een parkgebied dat in 1843 doorsneden werd door de St.-Truidersteenweg. Dit landhuis werd gebouwd in 1813 door de boomkweker Joannes Godgaaf Hermans (Herk-de-Stad, 18 juni 1772-Herk-de-Stad, 14 juni 1856) en is omringd door een unieke verzameling exotische bomen, geënt op inlandse onderstammen. Als algemene erfgename voor wat de naakte eigendom van al zijn goederen betrof, stelde hij zijn achternicht Adèle Françoise Adelchine Marie van den Hove(Leuven, 15 januari 1847-Herk-de-Stad, 15 januari 1935) aan. Deze huwde later met de heer François Joseph de Pierpont en zo kwam de hele erfenis van de heer Jan Hermans in het bezit van de familie de Pierpont. Vandaar ook de huidige naam "de Pierpont". Deze oude boomkwekerij ligt aan de basis van bekende families van de Herkse boomkwekers die daar hun opleiding kregen: Tips (zelfstandig in 1875) en Gevers (zelfstandig in 1890) vestigden zich met hun boomkwekerijen langs de Diestsesteenweg in Herk-de-Stad.

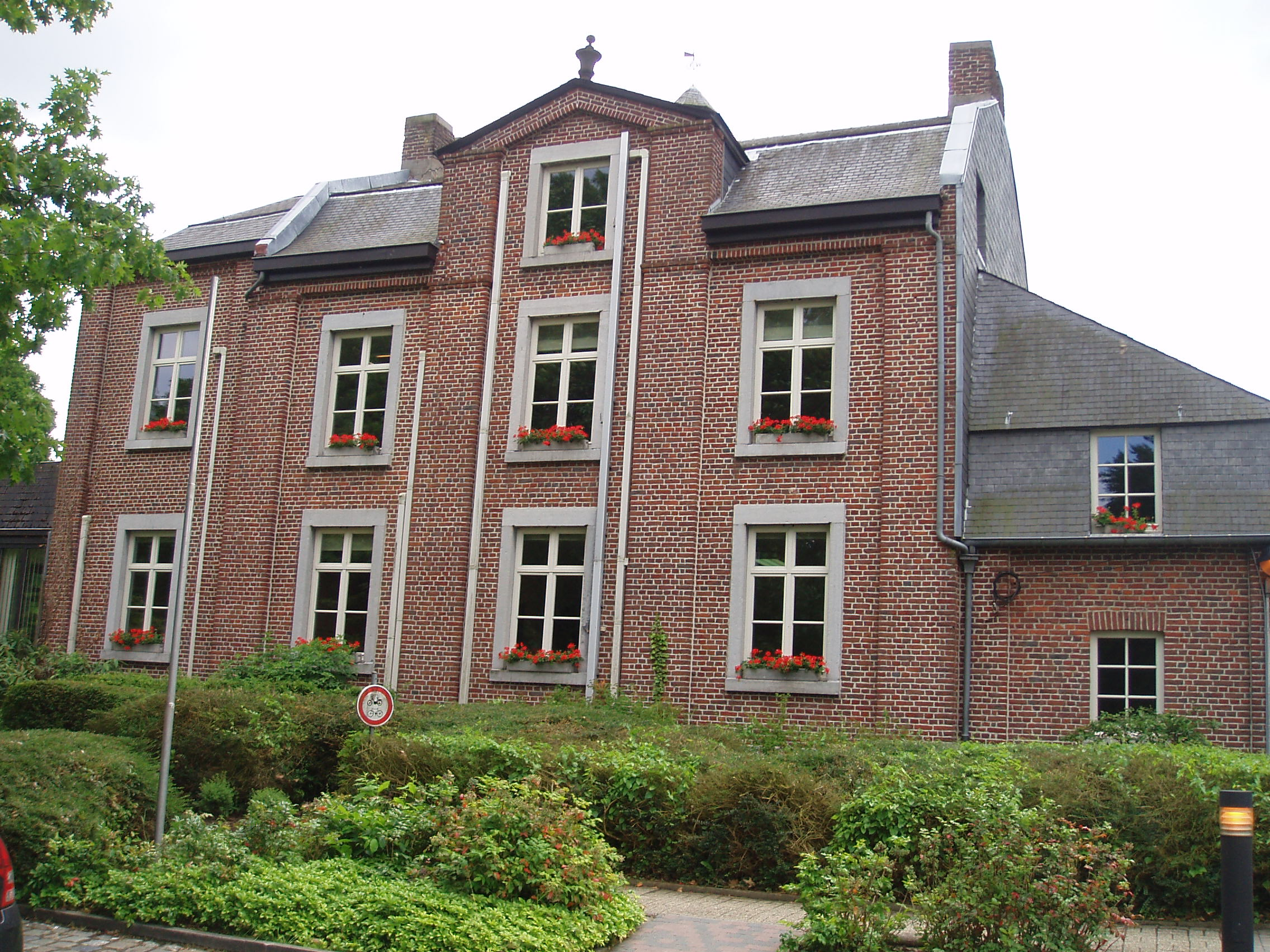
Achterzijde van het kasteel

## Familiegeschiedenis
Joannes Godgaaf Hermans was de zoon van Laurent Mathieu Hermans, (notaris in Herk-de-Stad en burgemeester in 1778) en van Marie Gertrude a Melbeek, geboren in Tongeren. Zijn broer, Laurent Pierre Hermans(Herk-de-Stad, 23 april 1755-Diest, 28 oktober 1823), was burgemeester in Herk-de-Stad in 1794 en huwde met Marie Thérèse Reynders. Jan Hermans werd gemeenteontvanger van Herk-de-Stad en Berbroek tot in 1842 een ziekte hem tot ontslag dwong. Tevens was hij landbouwer en boomkweker. Het park zelf, waarin het landhuis stond, werd door Hermans de "Eendracht" geheten. Terwijl het "Bruidstuk", noordelijk, richting centrum, vanaf de tweede helft 20ste eeuw, volledig door de woonzone werd ingepalmd. Bij zijn overlijden bezat Jan Hermans in Herk-de-Stad 18 ha 87 a 15 ca eigendom.

## Geschiedenis
In de stille periode tussen het vertrek rond 1960 van de laatste stam de Pierpont uit Herk-de-Stad richting Frankrijk - de Pierpont Marie x Jean Stienen du Pré - en de aankoop door de gemeente, werd het domein beheerd door een vzw comité Olmenhof, die vooral gefixeerd was op de vijver (reeds in gebruik door een visclub) en de bijgeplaatste drukbezochte speeltuin. Met dit laatste en een klein café in het leegstaande kasteel werden de eerste recreatieve pijlers voor de toekomst van het domein gezet. Als bestuursleden van deze vzw maakten ooit deel uit de latere burgemeesters Firmin Huygen, Sylvain Minten en Henri Gilbert Ignoul. Hieruit blijkt dan ook duidelijk de blijvende latere gemeentelijke interesse voor dit domein.

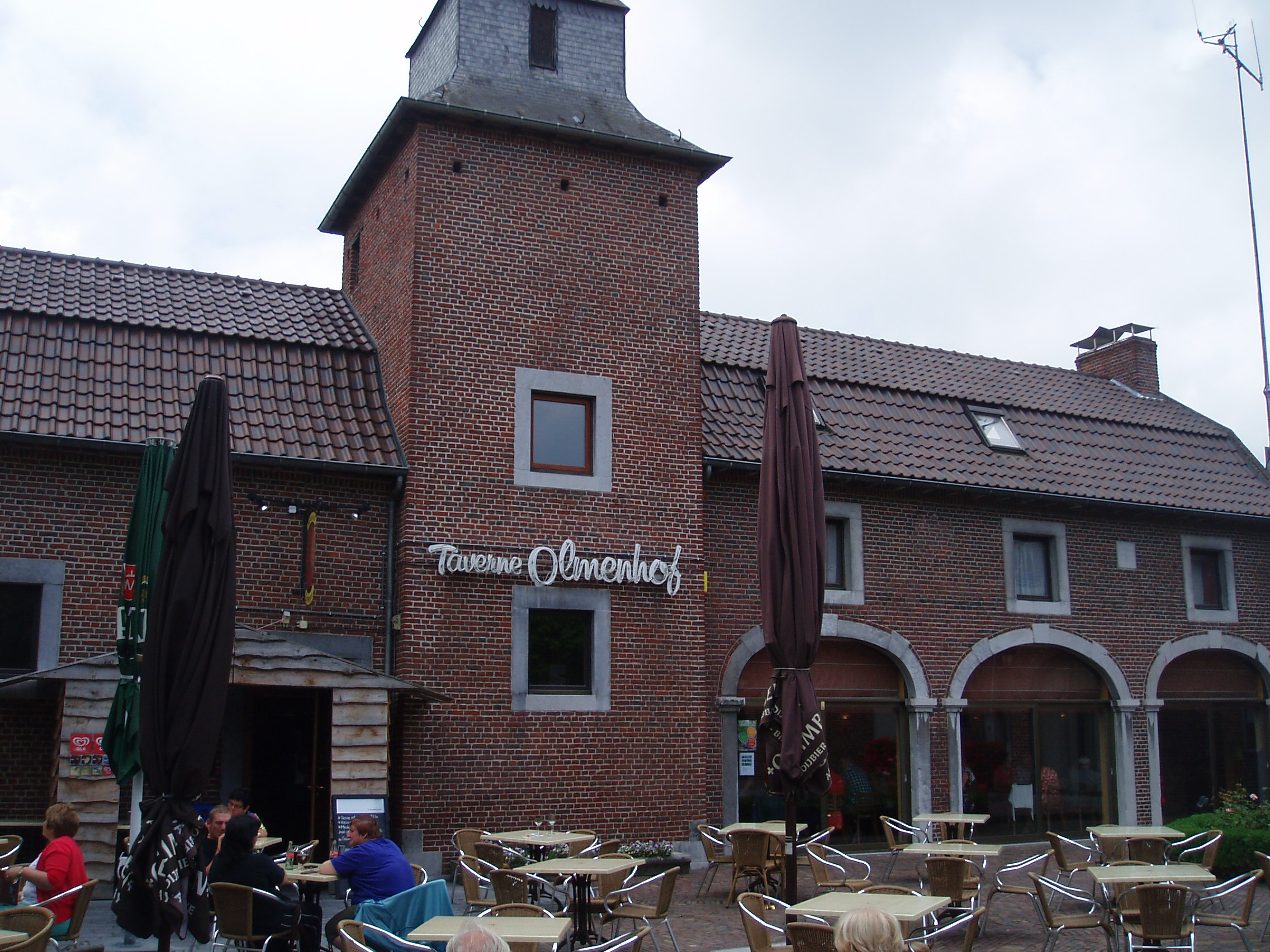
Koetshuis (taverne)

Het domein werd, net voor de laatste fusie van Herk-de-Stad met Schulen-Berbroek op 1 januari 1977, door de gemeente Herk-de-Stad aangekocht en gerestaureerd onder impuls van de burgemeester Sylvain Minten, schepen Henri Knuts, later ook senator en burgemeester en de Pierpont-bemiddelaar gemeenteraadslid Eugène Thiery. Het kasteel doet nu gedeeltelijk dienst als administratief centrum van het stadhuis. Het naastliggende koetshuis werd eveneens gerestaureerd en doet thans dienst als taverne-café. Ooit was er ook een nu verdwenen kasteelhoeve.
In 2001 verkreeg burgemeester Paul Buekers vanwege de familie Alenus-Strauven een oude burgemeesterssteen uit de tijd van de burgemeesters Alenus en Hermans (Joannes Alenus en Wilibrordus Hermans waren tezamen burgemeester in 1628-1629). Deze werd ingemetseld in de voorgevel van het kasteel uitgevende op het binnenpleintje, gevormd door het kasteel en het koetshuis. Uit erkentelijkheid voor deze schenking werd toen beslist om dit binnenplein voortaan het Alenus-Hermans plein te noemen en werd een dergelijk straatnaambord aangebracht, tezamen met een glazen herdenkingsplaat overheen de burgemeesterssteen. In de plaats van het koetshuis als administratieve uitbreiding te gebruiken, werd achter tegen het kasteel een nieuwbouw geplaatst. Hoe dan ook een blijvende verminking van de historiek van dit oorspronkelijk classicistische gebouw, terwijl de totaalbouw nog steeds te klein blijft om het totale administratief gemeentecentrum te huisvesten.
Rechts voor het kasteel, tussen het gebouwencomplex en de St.-Truidersteenweg, ligt een vijver met twee eilandjes. Deze werd, zuidwaarts enkel bestaande uit weidegebied, met medewerking van de vissersclub die de uitgraafkosten betaalde, tijdens het bestuur van burgemeester Henri Gilbert Ignoul (1977-1982), sterk vergroot. De uitgegraven leemgronden waren welkom op het nog steeds lagergelegen drassige gedeelte voor het kasteel, naast de St.-Tuidersteenweg. Ook Ignoul, die bij zijn burgemeestersaanstelling specifiek deze domeinen Olmenhof-Harlaz onder zijn bevoegdheid vroeg, ruimde de zuidkant volledig op, vooral begroeid met verwilderde wissen in een meestal onder water staande moerasbedding, met op de grens een canada-aanplanting. De strook tussen de vijver(s) en de voetbalterreinen (ooit eigendom Camps) werd uitgebreid met een dierenpark, een tussenparking in natuurstenen voor zowel voetbal én recreatiepark Olmenhof en het binnenplein tussen stadhuis (kasteel) en café (koetshuis) werd met klinkers verhard en voorzien van een fontein. Ook zocht hij een oplossing voor de zuivering en recyclering, met een mogelijk circulerende koppeling aan de vijver, van het grachtwater langs de Pikkeleerstraat en Kleine Hoolstraat. Want vele jaren leefden er heel wat vissen in deze grachten en hield het kikkerkoor de omwonenden uit hun slaapgekwaak. Maar hij stond bij regelmatige droogtes jaarlijks volledig droog, waarbij ook het leven in het water verdween.
Vanaf 1983 vond in de maand juli steeds het festival Rock Herk plaats in het park aan het kasteel. Nadat dit hier dertig jaar plaatsgevonden heeft, werd onder burgemeester Bart Gruyters beslist dat dit rockfestival hier niet langer op deze plek kon georganiseerd worden en naar een andere locatie diende uit te zien. Deze pil voor het festival werd verguld middels de toekenning van een gemeentelijke subsidie. Helemaal weg uit het gebied ging het festival echter niet, nu Rock Herk vanaf 2013 georganiseerd wordt in het zuidelijk gebiedsdeel waar de sportterreinen gevestigd zijn.
De voorkeur ging en gaat nog steeds naar administratief-recreatief gebruik van het domein. Tenminste aan de westelijke zijde, Olmenhof genoemd. Een blijvende doorn in het oog van de lokale groenverdedigers. Door de aanleg van de St.-Truidersteenweg in 1843, die het domein middendoor sneed, bleef het oostelijke deel, "Harlaz" genoemd, gespaard van grootse aanpassingswerken. Ook al werd er ooit geopteerd om er een verbindingstunnel of -brug onder of over de rijksweg aan te leggen tussen beide parken. Enkel op de zuidelijke hoek van de "Harlaz" werd een bestaande weide tot speelweide gezond gemaakt, afgezoomd met de bestaande beukenhaag en in de uiterst oostelijk gelegen, evenwijdig met de St.-Truidersteenweg, een beukendreef, werd reeds eind jaren zeventig een fit-o-meter aangelegd. Lange tijd zijn, langs deze dreef, de graafgaten van de ingegraven legertanks, oostelijk gericht, tijdens de Tweede Wereldoorlog zichtbaar gebleven. Het uiterste zuidelijke punt van de Harlaz werd, voor de gemeentelijke aankoop, van de familie de Pierpont aangekocht, bebouwd en bewoond door de chirurgenfamilie Claeys of beter bekend als de latere cinemagigant van de "Trioscoopketen".

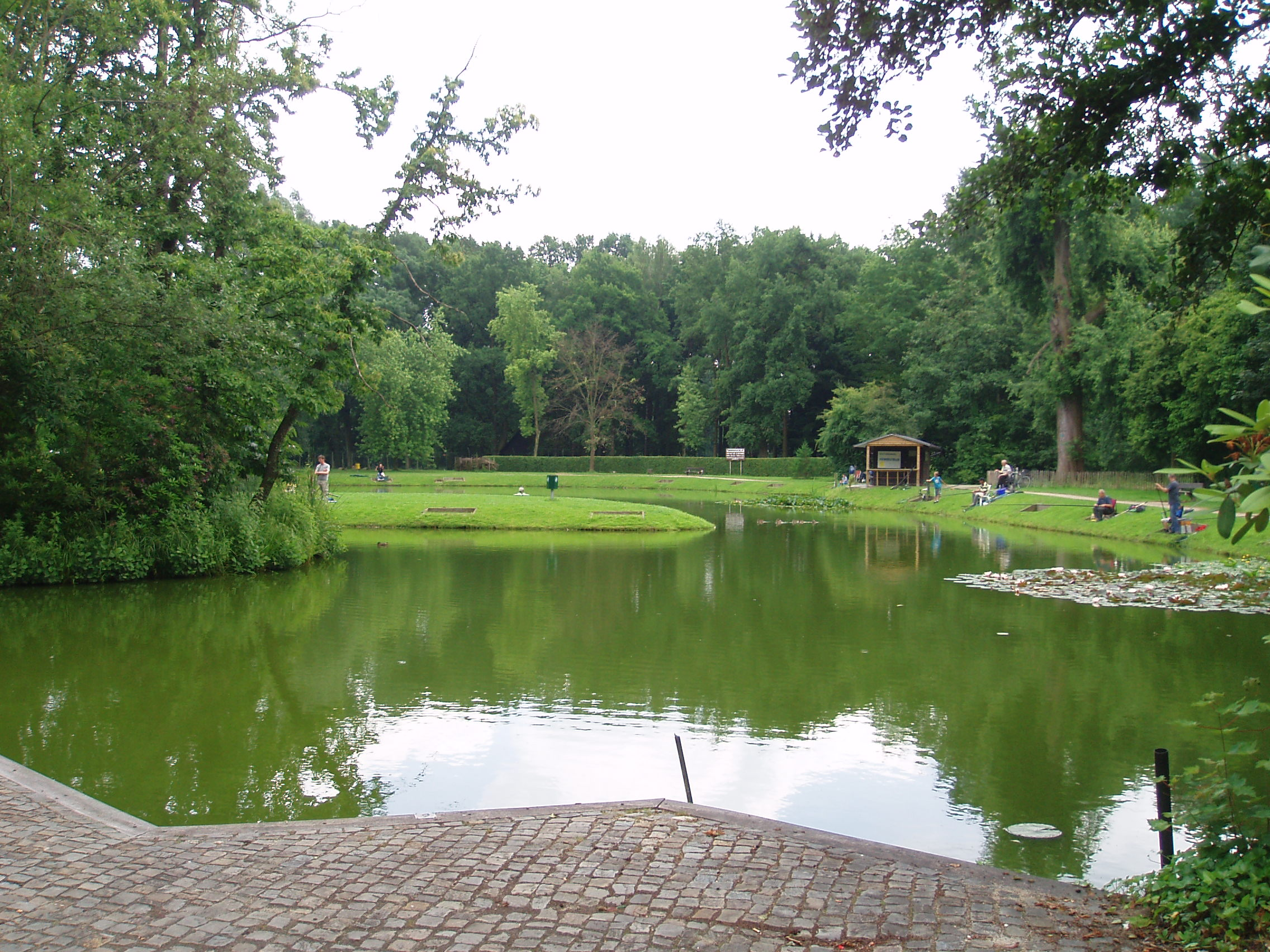
Vijver in het kasteelpark

## Kunstwerken
Op het schiereiland tussen de oude en aangebouwde vijver in het park staat een groot monument ter ere van Govaert Wendelen (1580-1667), priester en astronoom. Het kunstwerk is uitgewerkt door de heer Flor Bruninx en met de hulp van het Technisch Amandina Instituut (TAI) in Herk-de-Stad gesmeed en geplaatst in het 400ste geboortejaar van Govaert Wendelen in 1980.